# استنتاج كتابي
الاستنتاج الكتابي في معالجة اللغات الطبعية هو تمرين بسيط في المنطق لبحث إمكان استنتاج جملة واحدة من جملة أخرى. يحاول برنامج يتولى الاستنتاج الكتابي تصنيف زوجين من الجمل المطلوبة ضمن إحدى الفئات الثلاث. تحدث الفئة الأولى، المسماة النتيجة الموجبة، عندما يمكنك استخدام الجملة الأولى لإثبات صحة الجملة الثانية. الفئة الثانية، النتيجة السالبة، هي معكوس الموجبة وتحدث عندما يمكن استخدام الجملة الأولى لنفي الجملة الثانية. وإذا لم يكن بين الجملتين أي علاقة فالنتيجة تسمى مجهولة ومعدومة.

## الأمثلة
من جملة كان زيد وعمرو في مكان تحطم السيارة، يمكنك استنتاج أن الحادث شهده أكثر من واحد. في هذا المثال، الجملة الثانية المسماة الفرضية تستنتج من الجملة الأولى، وهذا يعني نتيجة موجبة.
جملة لعب الرجل مع القطتين في البستان لا تعني جملة ما كان في البستان إلا سنور واحد. بما أن الجملة الثانية تناقض الأولى، فالنتيجة سالبة.
جملة لعبت الكرة مع الصبية وجملة يحب الأطفال الحلوى لا علاقة بينهما. فالجملة الأولى لا تفيد شيئا في صدق الجملة الثانية أو كذبها. وعليه فالنتيجة معدومة.

## الوصلات الخارجية
- http://hlt-services4.fbk.eu/eop/index.php